# Лунвож (приток Чурси)
Лунвож — река в России, протекает в Опаринском районе Кировской области и Прилузском районе Республики Коми. Устье реки находится в 3 км по правому берегу реки Чурсь. Длина реки составляет 14 км.
Исток реки находится в тайге на территории Кировской области на восточных склонах высоты 16-квартал (200 м НУМ) в 14 км к северо-востоку от посёлка Латышский. Верхнее течение проходит по Кировской области, нижнее по Республике Коми. Всё течение проходит по холмистой ненаселённой тайге на Северных Увалах, генеральное направление течения — восток. Впадает в Чурсь у посёлка Чурсья, который, несмотря на своё географическое положение в Республике Коми, административно относится к Опаринскому городскому поселению Кировской области. Ширина реки на всём протяжении не превышает 10 метров, именованных притоков нет.

## Данные водного реестра
По данным государственного водного реестра России и геоинформационной системы водохозяйственного районирования территории РФ, подготовленной Федеральным агентством водных ресурсов:
- Бассейновый округ — Двинско-Печорский
- Речной бассейн — Северная Двина
- Речной подбассейн — Малая Северная Двина
- Водохозяйственный участок — Юг
- Код водного объекта — 03020100212103000011856